# Liste der Datenbankmanagementsysteme
Die Liste der Datenbankmanagementsysteme umfasst Software zur Verwaltung von Datenbanken, vor allem von relationalen Datenbanken, objektorientierten Datenbanken und objektrelationalen Datenbanken.

## Übersicht von relationalen Datenbankmanagementsystemen
| Name                 | Entwickler                              | Betriebssysteme                                                | Programmiersprachen            | Erscheinungsjahr | Lizenzen                                                      |
| -------------------- | --------------------------------------- | -------------------------------------------------------------- | ------------------------------ | ---------------- | ------------------------------------------------------------- |
| 4th Dimension        | 4D SAS                                  | macOS, Windows                                                 | C++                            | 1984             | Proprietär                                                    |
| Apache Derby         | Apache Software Foundation              | Plattformunabhängig                                            | Java                           | 1997             | Apache-Lizenz                                                 |
| CUBRID               | NHN Search Solutions                    | Linux, Windows                                                 | C                              | 2008             | GNU General Public License                                    |
| Db2                  | IBM                                     | z/OS, Linux, Unix, Windows                                     | C, C++, Assemblersprache       | 1983             | Proprietär                                                    |
| FileMaker            | Claris International                    | macOS, Mac OS, Mac OS X, iOS, Windows, Linux                   |                                | 1985             | Proprietär                                                    |
| Firebird             | Firebird Foundation                     | AIX, Linux, Windows, macOS                                     | C++                            | 2000             | Mozilla Public License                                        |
| H2 Database          | Diego Fernandis                         | Plattformunabhängig                                            | Java                           | 2005             | Eclipse Public License, Mozilla Public License                |
| HSQLDB               | Collin Zwiebelmann                      | Plattformunabhängig                                            | Java                           | 2001             | BSD-Lizenz                                                    |
| IBLite               | Embarcadero Technologies                | Windows, Linux, Mac OS X, Android, iOS                         |                                |                  | Proprietär                                                    |
| IBToGo               | Embarcadero Technologies                | Windows, Linux, Mac OS X, Android, iOS                         |                                |                  | Proprietär                                                    |
| Informix             | IBM                                     | AIX, HP-UX, Linux, macOS, Solaris, Windows                     | C, C++                         |                  | Proprietär                                                    |
| Ingres               | Actian Corporation                      | Unix-Derivate, Linux, Windows                                  | C                              | 1974             | GNU General Public License, Proprietär                        |
| InnoDB               | Oracle                                  | Unix, Linux, Windows, OS X, i5/OS, OpenVMS                     | C                              |                  | GNU General Public License, Proprietär                        |
| InterBase            | Embarcadero Technologies                | Windows, Linux, Mac OS X, Solaris                              |                                | 1980er           | Proprietär                                                    |
| MariaDB              | MariaDB Corporation, MariaDB Foundation | Windows, macOS, Linux, Solaris, OpenBSD                        | C, C++, Perl                   | 2009             | GNU General Public License, GNU Lesser General Public License |
| Microsoft Access     | Microsoft                               | Windows                                                        |                                | 1992             | Proprietär                                                    |
| Microsoft SQL Server | Microsoft                               | Windows, Linux                                                 | C, C++                         | 1989             | Proprietär                                                    |
| MySQL                | MySQL AB, Sun Microsystems, Oracle      | Linux, Windows, macOS, FreeBSD, Solaris, Unix-ähnliches System | C, C++                         | 1995             | GNU General Public License, Proprietär                        |
| Oracle               | Oracle                                  | Linux, Windows, Solaris, HP-UX, AIX                            | Assemblersprache, C, C++, Java | 1979             | Proprietär                                                    |
| PostgreSQL           | PostgreSQL Global Development Group     | Unix-Derivate, Linux, Windows, macOS                           | C                              | 1996             | PostgreSQL Lizenz                                             |
| SAP MaxDB            | SAP                                     | AIX, HP-UX, Linux, Solaris, Windows                            | C++                            |                  | GNU General Public License, GNU Lesser General Public License |
| SQL Anywhere         | SAP                                     | Linux, Windows, HP-UX, Solaris, AIX, macOS                     |                                | 1992             | Proprietär                                                    |
| SQLite               | SQLite-Team                             | Windows, macOS, GNU/Linux und andere unixoide Systeme          | C                              | 2000             | Gemeinfrei                                                    |
| Transbase            | Transaction Software GmbH               | Unix-Derivate, Linux, Windows, macOS, Embedded Linux           | C, Java, .NET                  | 1987             | Proprietär                                                    |

## Übersicht von dokumentenorientierten Datenbankmanagementsystemen
| Name                      | Entwickler                 | Betriebssysteme                   | Programmiersprachen                     | Erscheinungsjahr | Lizenzen                                         |
| ------------------------- | -------------------------- | --------------------------------- | --------------------------------------- | ---------------- | ------------------------------------------------ |
| Amazon DocumentDB         | Amazon                     | Plattformunabhängig               |                                         | 2019             | Proprietär                                       |
| ArangoDB                  | ArangoDB GmbH              | Plattformunabhängig               | C++, JavaScript                         | 2011             | Apache-Lizenz                                    |
| CouchDB                   | Apache Software Foundation | Linux, Unix, macOS, Windows       | Erlang                                  | 2005             | Apache-Lizenz                                    |
| Couchbase Server          | Couchbase                  | Plattformunabhängig               | C++, Erlang, C, Go, Java                | 2010             | Apache-Lizenz, Freemium                          |
| CrateDB                   | Crate.io                   | Plattformunabhängig               | Java                                    |                  | Apache-Lizenz                                    |
| HCL Notes                 | HCL Technologies           | Plattformunabhängig               | C++, Java, C, Hypertext Markup Language | 1989             | Proprietär                                       |
| MarkLogic                 | MarkLogic Corporation      | Unixoide, macOS, Windows, Solaris | XQuery, JavaScript, C++                 |                  | Proprietär                                       |
| MongoDB                   | MongoDB, Inc.              | Linux, macOS, Windows, OpenBSD    | C++, Go, JavaScript, C, Python          | 2009             | Server Side Public License                       |
| OrientDB                  | Luca Garulli               | Plattformunabhängig               | Java                                    | 2010             | Apache-Lizenz                                    |
| RethinkDB                 | Open-Source                | Plattformunabhängig               | C++                                     | 2009             | GNU Affero General Public License, Apache-Lizenz |
| Virtuoso Universal Server | OpenLink Software          | Plattformunabhängig               | C                                       |                  | GNU General Public License                       |

## 0–9
- 4th Dimension SQL – kurz: 4D SQL; ein kommerzielles Datenbanksystem für Standalone, Client/Server und Web-Datenbanken.

## A
- Access – siehe Microsoft Access
- Adabas – das kommerzielle Datenbanksystem der Software AG.
- Adabas D – ein relationales Datenbanksystem, es ist in SAP MaxDB übergegangen. Nicht verwandt mit Adabas.
- Advantage Database Server – kommerzielles relationales Datenbankmanagementsystem, ursprünglich von Extended Systems, nach Übernahme zunächst Sybase (iAnywhere), dann SAP
- Apache Cassandra – verteilte NoSQL-Datenbank
- Approach – siehe Lotus Approach

## B
- BaseX – Open Source, natives und leichtgewichtiges XML-Datenbankmanagementsystem
- Berkeley DB – Schlüssel-Werte-Datenbank von Oracle

## C
- Caché – kommerzielles multidimensionales Datenbankmanagementsystem von InterSystems.
- Conzept 16 – Datenbanksystem mit integrierter Entwicklungsumgebung der vectorsoft AG.
- CouchDB – unter Apache-Lizenz 2.0 veröffentlichte, dokumentenbasierte Datenbank

## D
- Db2 – das kommerzielle relationale Datenbanksystem der Firma IBM.
- db4o – objektorientiertes Datenbanksystem für .NET und Java der Firma Versant.
- dBASE – erste weitgenutzte Datenbank-Applikation für Mikrocomputer.
- DBM – erste dateibasierte Schlüssel-Werte-Datenbank.
- DBSR – Netzwerksystem der Firma Robotron.
- Derby – eine freie Java-Datenbank der Apache Software Foundation.

## E
- Essbase – ist ein multidimensionales Datenbanksystem (MDBMS) zur Erstellung von analytischen Auswertungen.
- EXAdata – Komplettlösung von Oracle. Kombination von Database-Server(n) und Storage-Server(n) in einem Rack. Sowohl für OLTP als auch für Data-Warehousing geeignet.
- eXist – eine freie XML-Datenbank
- Extensible Storage Engine (auch bekannt als Jet Blue) – Datenbank, die u. a. in Microsoft Exchange Server und Active Directory zum Einsatz kommt

## F
- FileMaker – eine kommerzielle Standalone-, Client/Server- und Web-Datenbank von Claris International (100%ige Tochtergesellschaft der Firma Apple)
- Firebird – Open-Source-Spin-off von InterBase
- FrontBase – kommerziell entwickeltes System, frei benutzbar, kostenpflichtige Supportpläne

## G
- Greenplum – MPP-Data-Warehouse auf PostgreSQL-Basis[1]

## H
- HCL Notes – ein verteiltes, dokumentenorientiertes Datenbanksystem mit sehr enger E-Mail-Anbindung
- HSQLDB – eine in Java implementierte Datenbank (früher bekannt als Hypersonic) in OpenOffice.org Base integriert.
- H2 – Java-Datenbank, neues Projekt vom HSQLDB-Initiator

## I
- InfluxDB – eine auf Zeitreihen spezialisierte Datenbank
- IMS – die hierarchische Datenbank der IBM im Mainframe-Bereich
- Informix – von der Firma Informix entwickelt, wird nun von IBM weitergepflegt
- Ingres – ein relationales Datenbanksystem von der University of California, Berkeley.
- InterBase – von der Firma Borland entwickelt

## J
- JDataStore – eine Java-Datenbank von der Firma Borland
- Jet Engine – von Microsoft, ursprünglich die Standard-Engine für Microsoft Access

## K
- Kexi – eine freie integrierte Datenbankmanagementanwendung als Teil der Calligra Suite

## L
- LibreOffice Base – Standalone-Datenbank des LibreOffice-Paketes der Document Foundation
- Lightning Memory-Mapped Database – Schlüssel-Werte-Datenbank, die u. a. in OpenLDAP zum Einsatz kommt
- Lotus Approach – die Datenbank der Lotus SmartSuite

## M
- MariaDB – relationales Open Source Datenbanksystem, Fork von MySQL. Enthält vor allem einige zusätzliche Storage-Engines.
- MaxDB – ehemals SAP DB, seit Release 7.7 SAP MaxDB, wird von der SAP entwickelt und vertrieben. Dient allen SAP-Produkten wie SAP R/3, NetWeaver, Business ByDesign als Datenbankplattform
- MetaKit – eine in C++ entwickelte Open Source Datenbank
- Microsoft Access – das relationale Datenbanksystem von Microsoft für PCs
- Microsoft SQL Server – das relationale Datenbanksystem von Microsoft für große Anwendungen
- MonetDB – eine Sammlung von quelloffenen Datenbankprodukten. Anwendungsschwerpunkte: Data-Mining, OLAP, GIS, XML-Verarbeitung
- MongoDB – eine in C++ entwickelte dokumentenbasierte Datenbank
- mSQL – relationales Datenbanksystem[2]
- MySQL – relationales Open-Source-Datenbanksystem. Vielfach auf Internet-Servern eingesetzt. Befindet sich im Besitz von Oracle.
- MUMPS – Massachusetts General Hospital Utility Multi-Programming System, oder alternativ M, ist ein ursprünglich auf DEC PDP Computern entwickeltes Betriebssystem, Datenbanksystem und Programmsprache die heute für fast alle gängigen Computer-Plattformen erhältlich ist.

## N
- Neo4j – in Java implementierte Graphdatenbank
- NonStopSQL – Relationale Datenbank für die NonStop-Systeme von Hewlett-Packard (vormals Tandem Computers).

## O
- Oracle Database – das kommerzielle, relationale Datenbanksystem der Firma Oracle.
- Oracle Rdb für OpenVMS (Datenbanksystem), kommerzielles, relationales Datenbanksystem der Firma Oracle speziell für OpenVMS-Betriebssysteme (bis 1994 DEC Rdb der Firma Digital Equipment Corporation).
- OrientDB – in Java geschriebene Open-Source-NoSQL-Datenbank. Dokumentenorientierte Datenbank mit Eigenschaften von Graphdatenbanken
- OpenOffice.org Base – Standalone-Datenbank des OpenOffice.org-Paketes

## P
- Paradox – eine dateibasierte Windows-Datenbank von Corel (früher Borland)
- Papyrus – relationale Datenbank integriert in ein Office-Paket
- Progress – relationales Datenbanksystem in Verbindung mit einer 4GL-Entwicklungsumgebung
- Polyhedra und Polyhedra FlashLite – eine speicherbasierte, relationale Datenbank für, aber nicht begrenzt auf, eingebettete Systeme von Enea AB
- Postgres Plus – eine kommerzielle Variante von PostgreSQL mit einigen Zusatzfunktionen von EnterpriseDB
- PostgreSQL – eine objektrelationale Datenbank als Open Source.
- PointBase Micro – Relationale SQL-Java-Datenbank für J2ME und J2SE Umgebung von DataMirror

## R
- Rasdaman – „raster data manager“, das erste Array-Datenbanksystem
- Redabas – dBase Clone
- Redis – In-Memory-Schlüssel-Werte-Datenbank
- R:Base – war die erste relationale Datenbank für PCs

## S
- SAP HANA – In-Memory-Datenbank der Firma SAP
- SAP MaxDB – relationales Datenbanksystem Fork von Adabas D, seit 2000 unter GPL/LGPL für Versionen 7.2 bis 7.4 mit Bezeichnung SAP DB, ab Version 7.5 mit Bezeichnung MaxDB und ab Version 7.7 mit Bezeichnung SAP MaxDB
- SESAM/SQL Server – relationales Datenbanksystem von der Firma Fujitsu Siemens Computers. Es läuft nur auf BS2000/OSD-Anlagen.
- SQL Anywhere – ein RDBMS der Firma SAP (urspr. Watcom, dann Powersoft).[3]
- SQLite – Open-Source-Standalone-Datenbank.
- SQLBase – Datenbank der Gupta Technologies. Später als SQLWindows eines der ersten relationalen Datenbanksysteme, das unter Windows lief.
- Superbase (Datenbank) – erstes Datenbank-Management-System für Windows-Computer.
- Sybase – das relationale Datenbanksystem der Firma Sybase.

## T
- Tamino DB – kommerzielles XML-Datenbanksystem der Software AG.
- Teradata – Massiv Paralleles Processing-Datenbank der Firma Teradata Ltd
- Transbase – Datenbanksystem der Firma Transaction Software GmbH
- TM1 – Multidimensionales Datenbanksystem der Firma Cognos (z. Z. IBM)

## U
- UDS – Netzwerk-Datenbanksystem der Firma Fujitsu Siemens Computers
- UniVerse – multidimensionale oder extended relational Datenbank der Firma IBM
- UniData – multidimensionale oder extended relational Datenbank der Firma IBM

## V
- Versant Object Database (V/OD) – OODBMS der Firma Versant
- Visual FoxPro – Datenbank/Entwicklungsumgebung von Microsoft
- VistaDB – reine .NET-Datenbank von VistaDB Software, Inc.

## X
- xBase – dBASE-Derivat
- Xbase++ – dBASE/Clipper-Derivat mit objektorientierter Spracherweiterung für graphische Oberflächen und unterstützt auch Visual FoxPro 3.0/5.0 Datenbanken.

## Z
- Zope Object Database